# Dicranostyles falconiana
Dicranostyles falconiana är en vindeväxtart som först beskrevs av L. Barroso, och fick sitt nu gällande namn av Adolpho Ducke. Dicranostyles falconiana ingår i släktet Dicranostyles och familjen vindeväxter. Inga underarter finns listade i Catalogue of Life.